# Setodes pulcher
Setodes pulcher är en nattsländeart som beskrevs av Martynov 1910. Setodes pulcher ingår i släktet Setodes och familjen långhornssländor. Inga underarter finns listade i Catalogue of Life.